# Kyatuk
Kyatuk (in armeno Կռասնի ?) o Aghgadik (in azero Ağgədik) è un piccolo borgo rurale del distretto di Xocalı in Azerbaigian, facente parte fino al 2023 della regione di Askeran nella repubblica di Artsakh (fino al 2017 denominata repubblica del Nagorno Karabakh), facente parte della comunità urbana di Askeran.
Conta solo otto abitanti e proprio a causa dell'esiguo numero di residenti è stato inglobato nella comunità del capoluogo pur essendo distante da esso una decina di chilometri. Sorge non lontano dalla strada proveniente dalla capitale Step'anakert, in verde zona collinare.